# Manchester United F.C. mùa bóng 1920–21
Mùa giải 1920-21 là mùa giải thứ 25 của Manchester United ở Liên đoàn bóng đá và thứ 10 ở giải hạng nhất.

## Giải bóng đá hạng nhất (First Division)
| Thời gian            | Đối thủ              | H/A | Tỷ số Bt-Bb | Cầu thủ ghi bàn                       | Số lượng khán giả |
| -------------------- | -------------------- | --- | ----------- | ------------------------------------- | ----------------- |
| 28 tháng 8 năm 1920  | Bolton Wanderers     | H   | 2 – 3       | Hopkin, Meehan                        | 50,000            |
| 30 tháng 8 năm 1920  | Arsenal              | A   | 0 – 2       |                                       | 40,000            |
| 4 tháng 9 năm 1920   | Bolton Wanderers     | A   | 1 – 1       | Sapsford                              | 35,000            |
| 6 tháng 9 năm 1920   | Arsenal              | H   | 1 – 1       | Spence                                | 45,000            |
| 11 tháng 9 năm 1920  | Chelsea              | H   | 3 – 1       | Meehan (2), Leonard                   | 40,000            |
| 18 tháng 9 năm 1920  | Chelsea              | A   | 2 – 1       | Leonard (2)                           | 35,000            |
| 25 tháng 9 năm 1920  | Tottenham Hotspur    | H   | 0 – 1       |                                       | 50,000            |
| 2 tháng 10 năm 1920  | Tottenham Hotspur    | A   | 1 – 4       | Spence                                | 45,000            |
| 9 tháng 10 năm 1920  | Oldham Athletic      | H   | 4 – 1       | Sapsford (2), Meehan, Miller          | 50,000            |
| 16 tháng 10 năm 1920 | Oldham Athletic      | A   | 2 – 2       | Spence, own goal                      | 20,000            |
| 23 tháng 10 năm 1920 | Preston North End    | H   | 1 – 0       | Miller                                | 42,000            |
| 30 tháng 10 năm 1920 | Preston North End    | A   | 0 – 0       |                                       | 25,000            |
| 6 tháng 11 năm 1920  | Sheffield United     | H   | 2 – 1       | Leonard (2)                           | 30,000            |
| 13 tháng 11 năm 1920 | Sheffield United     | A   | 0 – 0       |                                       | 18,000            |
| 20 tháng 11 năm 1920 | Manchester City      | H   | 1 – 1       | Miller                                | 63,000            |
| 27 tháng 11 năm 1920 | Manchester City      | A   | 0 – 3       |                                       | 35,000            |
| 4 tháng 12 năm 1920  | Bradford Park Avenue | H   | 5 – 1       | Miller (2), Myerscough (2), Partridge | 25,000            |
| 11 tháng 12 năm 1920 | Bradford Park Avenue | A   | 4 – 2       | Myerscough (2), Miller, Partridge     | 10,000            |
| 18 tháng 12 năm 1920 | Newcastle United     | H   | 2 – 0       | Hopkin, Miller                        | 40,000            |
| 25 tháng 12 năm 1920 | Aston Villa          | A   | 4 – 3       | Grimwood (2), Harrison, Partridge     | 38,000            |
| 27 tháng 12 năm 1920 | Aston Villa          | H   | 1 – 3       | Harrison                              | 70,504            |
| 1 tháng 1 năm 1921   | Newcastle United     | A   | 3 – 6       | Hopkin, Partridge, Silcock            | 40,000            |
| 15 tháng 1 năm 1921  | West Bromwich Albion | H   | 1 – 4       | Partridge                             | 30,000            |
| 22 tháng 1 năm 1921  | West Bromwich Albion | A   | 2 – 0       | Myerscough, Partridge                 | 30,000            |
| 5 tháng 2 năm 1921   | Liverpool            | H   | 1 – 1       | Grimwood                              | 30,000            |
| 9 tháng 2 năm 1921   | Liverpool            | A   | 0 – 2       |                                       | 35,000            |
| 12 tháng 2 năm 1921  | Everton              | H   | 1 – 2       | Meredith                              | 30,000            |
| 26 tháng 2 năm 1921  | Sunderland           | H   | 3 – 0       | Harrison, Hilditch, Robinson          | 40,000            |
| 5 tháng 3 năm 1921   | Sunderland           | A   | 3 – 2       | Sapsford (2), Goodwin                 | 25,000            |
| 9 tháng 3 năm 1921   | Everton              | A   | 0 – 2       |                                       | 38,000            |
| 12 tháng 3 năm 1921  | Bradford City        | H   | 1 – 1       | Robinson                              | 30,000            |
| 19 tháng 3 năm 1921  | Bradford City        | A   | 1 – 1       | Sapsford                              | 25,000            |
| 25 tháng 3 năm 1921  | Burnley              | A   | 0 – 1       |                                       | 20,000            |
| 26 tháng 3 năm 1921  | Huddersfield Town    | A   | 2 – 5       | Harris, Partridge                     | 17,000            |
| 28 tháng 3 năm 1921  | Burnley              | H   | 0 – 3       |                                       | 28,000            |
| 2 tháng 4 năm 1921   | Huddersfield Town    | H   | 2 – 0       | Bissett                               | 30,000            |
| 9 tháng 4 năm 1921   | Middlesbrough        | A   | 4 – 2       | Spence (2), Bissett, Grimwood         | 15,000            |
| 16 tháng 4 năm 1921  | Middlesbrough        | H   | 0 – 1       |                                       | 25,000            |
| 23 tháng 4 năm 1921  | Blackburn Rovers     | A   | 0 – 2       |                                       | 18,000            |
| 30 tháng 4 năm 1921  | Blackburn Rovers     | H   | 0 – 1       |                                       | 20,000            |
| 2 tháng 5 năm 1921   | Derby County         | A   | 1 – 1       | Bissett                               | 8,000             |
| 7 tháng 5 năm 1921   | Derby County         | H   | 3 – 0       | Spence (2), Sapsford                  | 10,000            |

| #  | Câu lạc bộ           | Tr | T  | H  | B  | Bt | Bb | Hs | Điểm |
| -- | -------------------- | -- | -- | -- | -- | -- | -- | -- | ---- |
| 12 | Sunderland           | 42 | 14 | 13 | 15 | 57 | 60 | –3 | 41   |
| 13 | Manchester United    | 42 | 15 | 10 | 17 | 64 | 68 | –4 | 40   |
| 14 | West Bromwich Albion | 42 | 13 | 14 | 15 | 54 | 58 | –4 | 40   |

## FA Cup
| Thời gian                | Vòng đấu               | Đối thủ   | H/A | Tỷ số Bt-Bb | Cầu thủ ghi bàn | Số lượng khán giả |
| ------------------------ | ---------------------- | --------- | --- | ----------- | --------------- | ----------------- |
| 8 tháng 1 năm 1921       | Vòng 1                 | Liverpool | A   | 1 – 1       | Miller          | 40,000            |
| ngày 12 tháng 1 năm 1921 | Vòng 1 Trận đấu đá lại | Liverpool | H   | 1 – 2       | Partridge       | 30,000            |